# 香港奇案之強姦
《香港奇案之強姦》是1993年香港電影，王晶監製、劉偉強導演。在網路上被公認為經典三級片之一，劇中艷舞部分更是精彩亮點。本片是《赤裸羔羊》的第二集，同时也是「强奸系列」之前作。
此外，關於劇情中「合法犯罪」的議題，也對社會起了很大的反響，据说曾引起一场如何在法律上避免这种犯罪的大眾讨论 。

## 剧情介绍
卓志成 Eric是一個有特殊性癖好的律師，喜歡與女友玩強姦的遊戲。
邱若男與朱潔文是在孤兒院一起長大的好姊妹，性感的兩人一同拍攝廣告，卻引來卓的注意，並想與二人發生性關係。某次晚宴中，卓遇見二女，且出言輕薄若男，遭若男捉弄，大出洋相，卓懷恨在心。這時卓又因帶朋友回家強姦了朋友女友而被趕走，便刻意搬出去住在與若男、潔文相同的公寓，並開始策劃一宗無懈可擊的合法強姦案。
潔文被強姦後對卓提告，卻被孰悉法律的卓玩弄於股掌間而有口難辯，最後敗訴。卓惱怒潔文告他，於是強姦她以洩憤，沒想到意外殺死潔文，又湮滅了一切證據。
若男明知潔文死於卓之手，卻找不出證據，只好與黑社會男友蛋撻商議，設下陷阱，並誘使自信的卓一步步走入陷阱，使其最後受到制裁，為潔文報仇。

## 主要演員
| 演員   | 角色         | 粵語配音 | 備註 |
| ------ | ------------ | -------- | --- |
| 邱淑貞 | 邱若男       | 何錦華   | 朱潔文好友，为替朱潔文报仇而勾引、设计卓志成構成强奸罪                                                         |
| 任達華 | 蛋撻         | 張炳強   | 邱若男之男友，帮助邱若男替朱潔文报仇                                                                           |
| 鄭浩南 | Eric、卓志成 | 鄭浩南   | 房仲、律師，禁锢和性侵朱潔文，后不满被朱潔文提告而将其迷晕再次侵犯，用枕头捂住其口鼻致死后分尸                 |
| 吳雪雯 | 文文、朱潔文 | 沈小蘭   | 遭卓志成禁锢和性侵，后因卓不满被控告將其迷晕再次侵犯，掙扎中被卓用枕头捂住口鼻窒息而死，死后遭分尸弃置大海     |
| 張家輝 | Dick         | 羅君左   | 蛋撻手下 |
| 張蘭英 | May          | 黃鳳英   | 卓志成女友，因卓带友人回家将其强奸而对卓提出分手，在法庭上指正卓志成，但遭卓利用其被强奸偷拍的影片威胁而改口供 |
| 范愛潔 | Pauline      | 龍寶鈿   | 撻前女友，最後和解。与卓志成发生性关系来帮助撻和邱若男替朱潔文报仇                                             |
| 葉仙兒 | Cindy        | 陸惠玲   | 愛滋病患，邱若男、朱潔文好友，代替邱若男让卓强奸替朱洁文报仇                                                   |
| 夏萍   | 蛋撻母       | 黃鳳英   | |
| 苑瓊丹 | 好友         | 苑瓊丹   | 「冰火五重天」                                                                                                 |
| 陳國新 | 教授         | 陳永信   | |
| 韓俊   | 律師         | 陳欣     | |
| 李兆基 | 警察         | 周志輝   | |

## 分級制度
| 國家／地區 | 級別   |
| 香港       | Ⅲ      |
| 臺灣       | 限制級 |

## 系列
- 《強姦2制服誘惑》（1998）：
- 《強姦3OL誘惑》（1998）：
- 《強姦終極篇之最後羔羊》（2000）：
- 《制服誘惑2地下法庭》（2000）：以《香港奇案之強姦》為首「強姦系列」的第5輯兼最後一輯
- 《強姦5之廣告誘惑》（2003）：

## 外部連結
- 開眼電影網上《香港奇案之強姦》的資料（繁體中文）
- AllMovie上《香港奇案之強姦》的资料（英文）
- 爛番茄上《香港奇案之強姦》的資料（英文）
- 香港影庫上《香港奇案之強姦》的資料（繁體中文）
- 互联网电影数据库（IMDb）上《香港奇案之強姦》的资料（英文）